# Liga de fútbol de Bogotá

La Liga de Fútbol de Bogotá es la entidad encargada de organizar y promover el fútbol aficionado y juvenil en la ciudad de Bogotá, así como el Fútbol Sala FIFA. Su labor se enfoca en fomentar la práctica del deporte entre escuelas de formación, clubes amateurs y equipos profesionales en formación. Además, está afiliada a la División Aficionada del Fútbol Colombiano (Difútbol), lo que le permite participar en el desarrollo del fútbol a nivel nacional.

## Historia
La Liga de Fútbol de Bogotá fue creada el 8 de octubre de 1970 por resolución de la Junta Administradora de Deportes de Bogotá, tras una fallida asamblea de fusión entre entidades deportivas.
Hasta ese momento, la capital contaba con dos organizaciones rectoras del fútbol aficionado: la Liga de Fútbol de Cundinamarca y la Liga Distrital de Fútbol. No obstante, numerosos clubes que pertenecían a la Liga de Cundinamarca se unieron a los de la Liga Distrital, dando origen a la nueva Liga de Fútbol de Bogotá, que inició con más de 30 clubes asociados.
Con el tiempo, la Liga impulsó la creación de nuevas entidades para ampliar su alcance y mejorar la organización del fútbol en la ciudad. Entre ellas, se destaca La Metropolitana, que permitió la posterior conformación de asociaciones como Codefon, ADB (Asociación Deportiva de Bogotá), Codesur, Dibogotana, Dimenor y Fedenorte.
Desde su fundación, la Liga de Fútbol de Bogotá ha sido un pilar fundamental en la formación y proyección de futbolistas, promoviendo la disciplina, el talento y la competitividad en la capital del país.